# HD 88809
HD 88809，又名CD-39 6222，SAO 221877、HR 4015，是一颗恒星，视星等为5.9，位于銀經273.12，銀緯13.23，其B1900.0坐标为赤經10h 9m 30.5s，赤緯-39° 13.23′ 2″。